# Жовтяниця черговолиста
{{#ifeq:0|0|{{#if:|{{#if:Chrysospleniumalternifolium|[[]}}|}}}}
Жовтяниця черговоли́ста (Chrysosplenium alternifolium) — багаторічна рослина родини ломикаменевих. Регіонально рідкісний вид в Луганській та Харківській областях України. Маловідома харчова і лікарська рослина.

## Опис

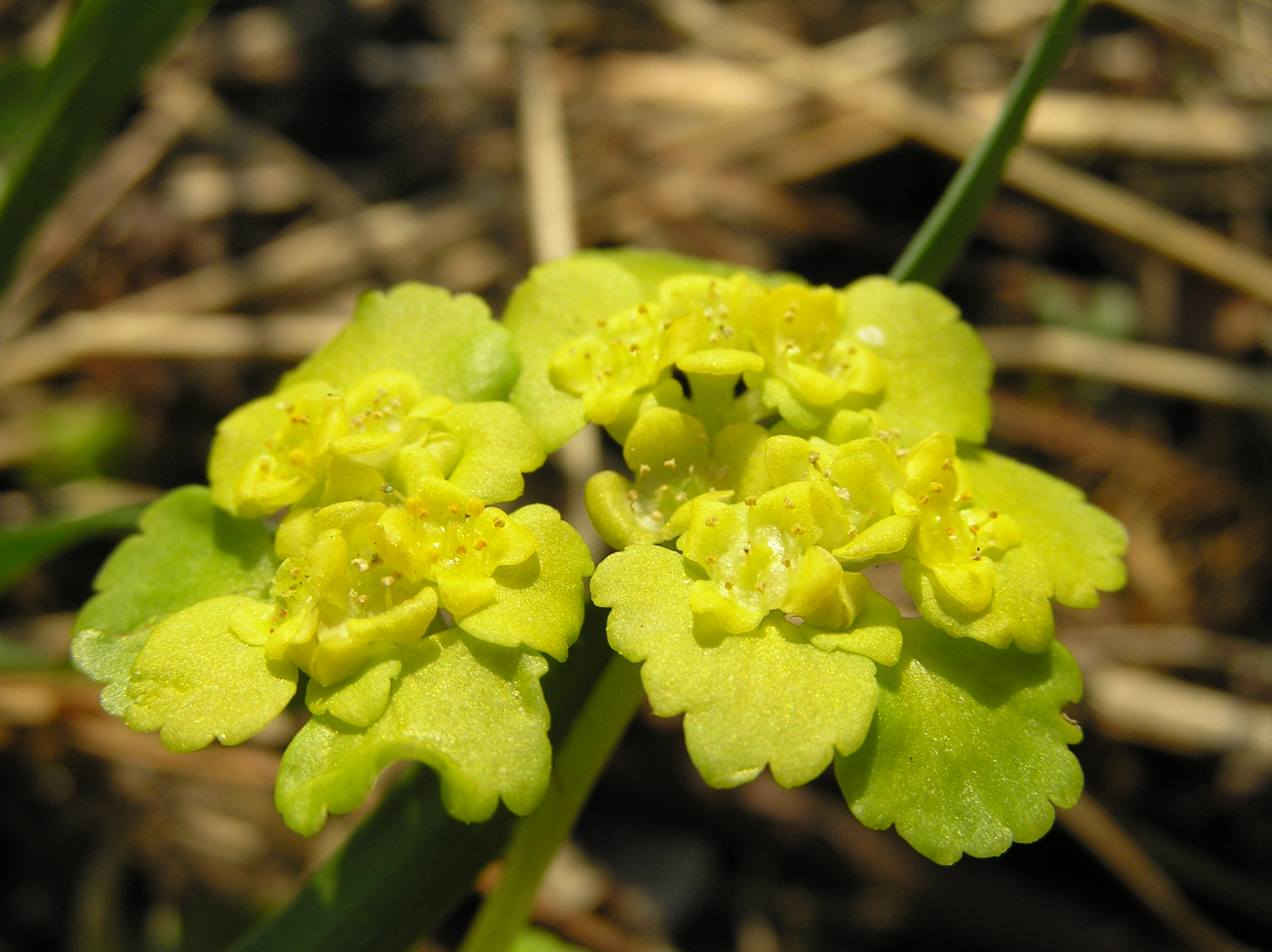
Квіти великим планом

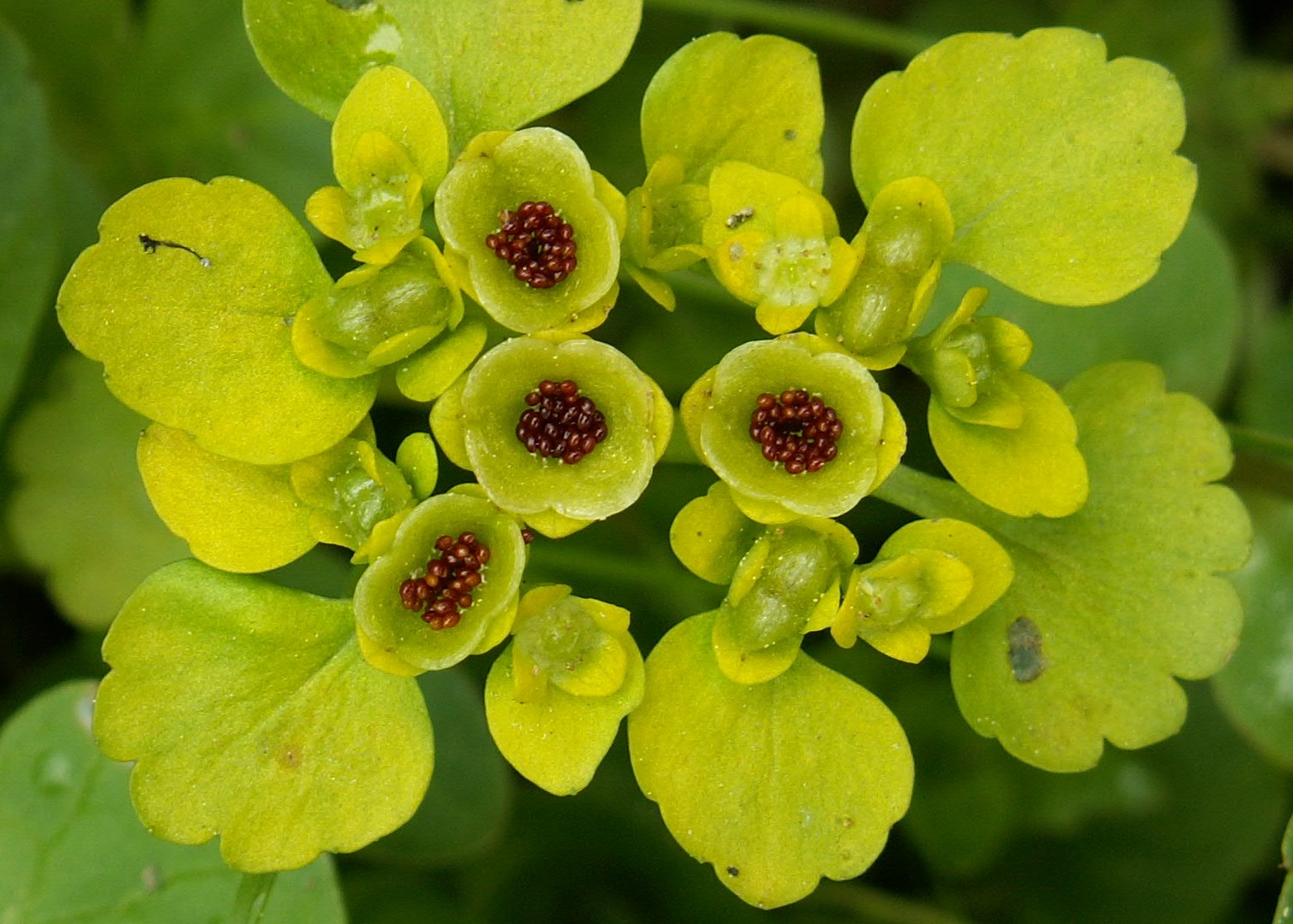
Плоди з насінням

Трав'яниста рослина заввишки 5–20 см, гемікриптофіт. Кореневище тонке, світло-буре, з численними корінцями. Стебло поодиноке (рідше їх буває кілька), прямостояче, голе або вкрите в нижній частині рідкими волосками.
Листки чергові, світло-зелені, знизу блідіші. Їх форма округло-ниркоподібна (іноді майже квадратна), з глибокосерцеподібною основою та неглибоколопатевим краєм. Нечисленні прикореневі листки на довгих черешках, довжина листкової пластинки у них становить 7–25 мм, ширина — 10–35 мм. Стеблових листків 1–3, вони мають короткі (1–2 мм) черешки і виглядають сидячими. Приквітки зближені під щиткоподібним суцвіттям у вигляді пласкої розетки. Вони зеленкувато-жовті, дрібніші за листки, з менш виразними лопатями або взагалі цілокраї.
Квітки до 5 мм завширшки. Оцвітина у центральної квітки суцвіття п'ятичленна, у решти квіток — чотиричленна, вона складається лише з чашолистків (пелюстки відсутні). Чашолистки яйцеподібні, жовті. Тичинок 8, при їх основі розвивається нектарний диск. Маточок 2, вони зрослися своїми основами.
Плід — одностулкова розкривна коробочка зеленого кольору. Насіння коричневе.
Число хромосом 2n = 24, 36, 48.

## Екологія та поширення

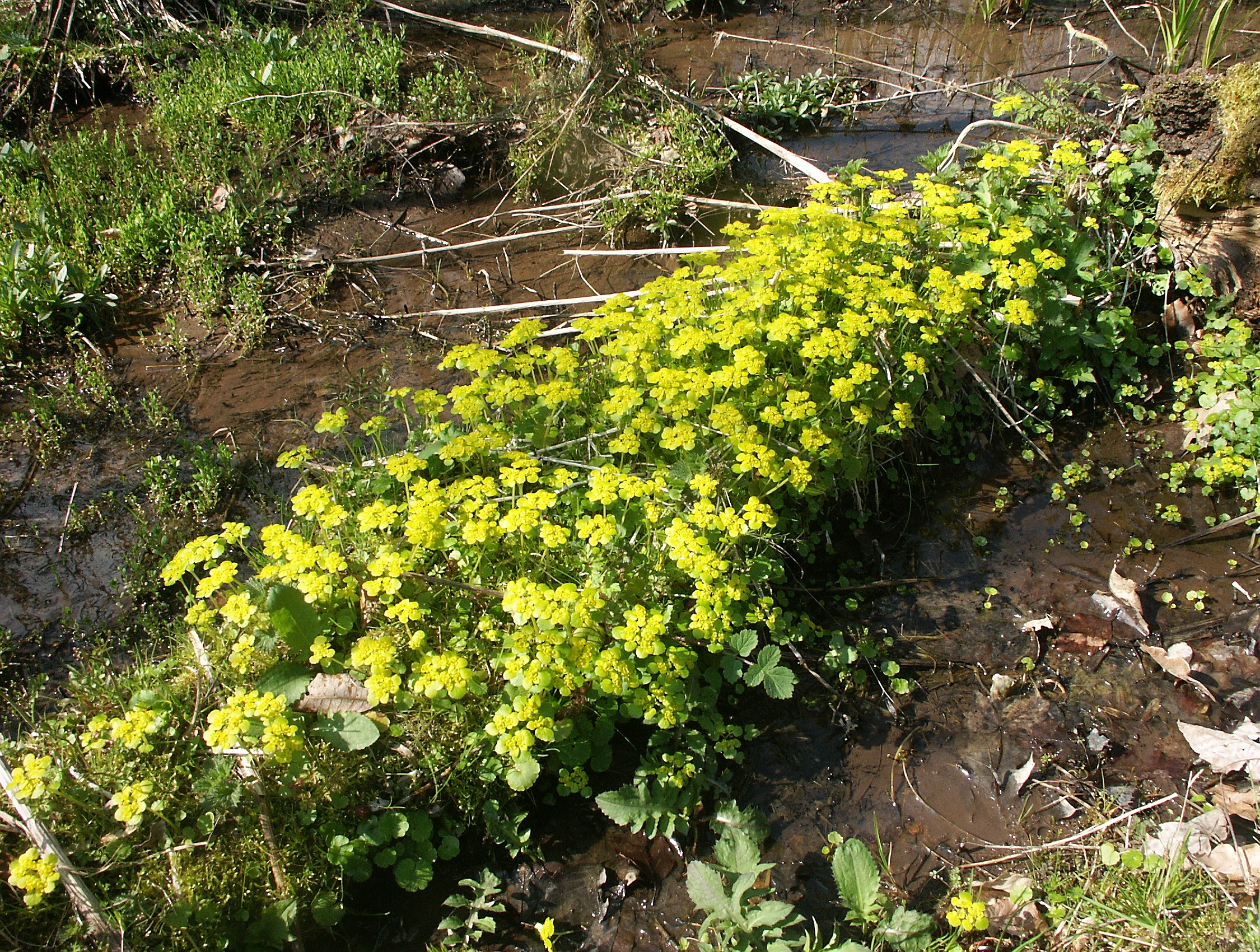
Жовтяниця черговолиста у природному середовищі

Рослина морозостійка, тіньолюбна та помірно вологолюбна, добре переносить тимчасове затоплення під час весняного водопілля. Віддає перевагу вологим, плодючим ґрунтам з високим вмістом як мінеральних речовин, так і гумуса, найчастіше трапляється на суглинних і глинистих. Зростає у листяних лісах, вогких ярах, по берегах річок і струмків, на болотах, луках і в заболочених чагарникових заростях. Входить до угруповань союзу Alno-Ulmion.
Розмножується насінням та вегетативно (повзучими кореневищами). Цвітіння в різних регіонах триває з березня по червень, але зазвичай воно відбувається до того, як на деревах даної місцевості повністю розпуститься листя. Квіти запилюються мухами й жуками. Плодоносить у травні-червні. Насіння поширюється за допомогою мурах або гідробалістичним способом. В останньому випадку розкритий плід утворює своєрідну чашечку, на денці якої відкрито лежить насіння. Під час дощу удари крапель виштовхують насінини назовні. Вегетативне розмноження відбувається досить енергійно, завдяки чому жовтяниця черговолиста часто утворює скупчення.
Ареал виду охоплює Північну та Центральну Європу, Північну Америку, деякі райони Азії, зокрема Монголію, Китай, Японські острови, Малу Азію. В Україні поширений у всіх регіонах за виключенням Криму. У горах підіймається до висоти 1900 м над рівнем моря.
У деяких країнах жовтяниця черговолиста стала рідкісною внаслідок осушення лісів і зміни природного середовища, наприклад, вона охороняється у Франції.

## Значення і статус виду
В минулому молоді весняні листки жовтяниці черговолистої та верхівки пагонів з пуп'янками та квітками вживали як салатну зелень.
В народній медицині використовували для лікування хвороб селезінки, при жовтяниці (звідси і назва), утрудненому сечовипусканні, кашлі, кровохарканні. Настій трави цієї рослини має фітонцидну, сечогінну, відхаркувальну, кровоспинну, протизапальну дію, стимулює апетит. Збирання лікарської сировини проводять у квітні-червні.

## Систематика

### Підвиди, різновиди, форми
| - Chrysosplenium alternifolium L. - Chrysosplenium alternifolium subsp. arctomontanum V.V.Petrovsky - Chrysosplenium alternifolium var. chinense H.Hara - Chrysosplenium alternifolium f. chinense (H.Hara) Kitag. - Chrysosplenium alternifolium var. cuneatum Schur - Chrysosplenium alternifolium f. iowense (Rydb.) Rosend. - Chrysosplenium alternifolium var. iowense (Rydb.) B.Boivin - Chrysosplenium alternifolium var. japonicum Maxim. - Chrysosplenium alternifolium var. laxa Le Lièvre - Chrysosplenium alternifolium var. maximum Schur - Chrysosplenium alternifolium var. minimum Schur - Chrysosplenium alternifolium var. obliqua Le Lièvre | - Chrysosplenium alternifolium var. papillosum Franch. & Sav. - Chrysosplenium alternifolium var. rosendahlii (Packer) B.Boivin - Chrysosplenium alternifolium var. sibiricum Ser. - Chrysosplenium alternifolium subsp. sibiricum (Ser.) Hultén - Chrysosplenium alternifolium var. stricta Le Lièvre - Chrysosplenium alternifolium var. tetrandrum N.Lund - Chrysosplenium alternifolium f. tetrandrum (N.Lund) Kjellm. - Chrysosplenium alternifolium subsp. tetrandrum (N.Lund) Blytt & O.C.Dahl - Chrysosplenium alternifolium subsp. tetrandrum (Th. Fr.) Hultén - Chrysosplenium alternifolium var. virescens Le Lièvre - Chrysosplenium alternifolium var. wrightii (Franch. & Sav.) Sutô |

### Синоніми
- Chrysosplenium geoides Fisch. ex Ledeb.
- Chrysosplenium nivale Schur
- Chrysosplenium rotundifolium Schltdl. ex Ledeb.[6]